# 狗嶺涌

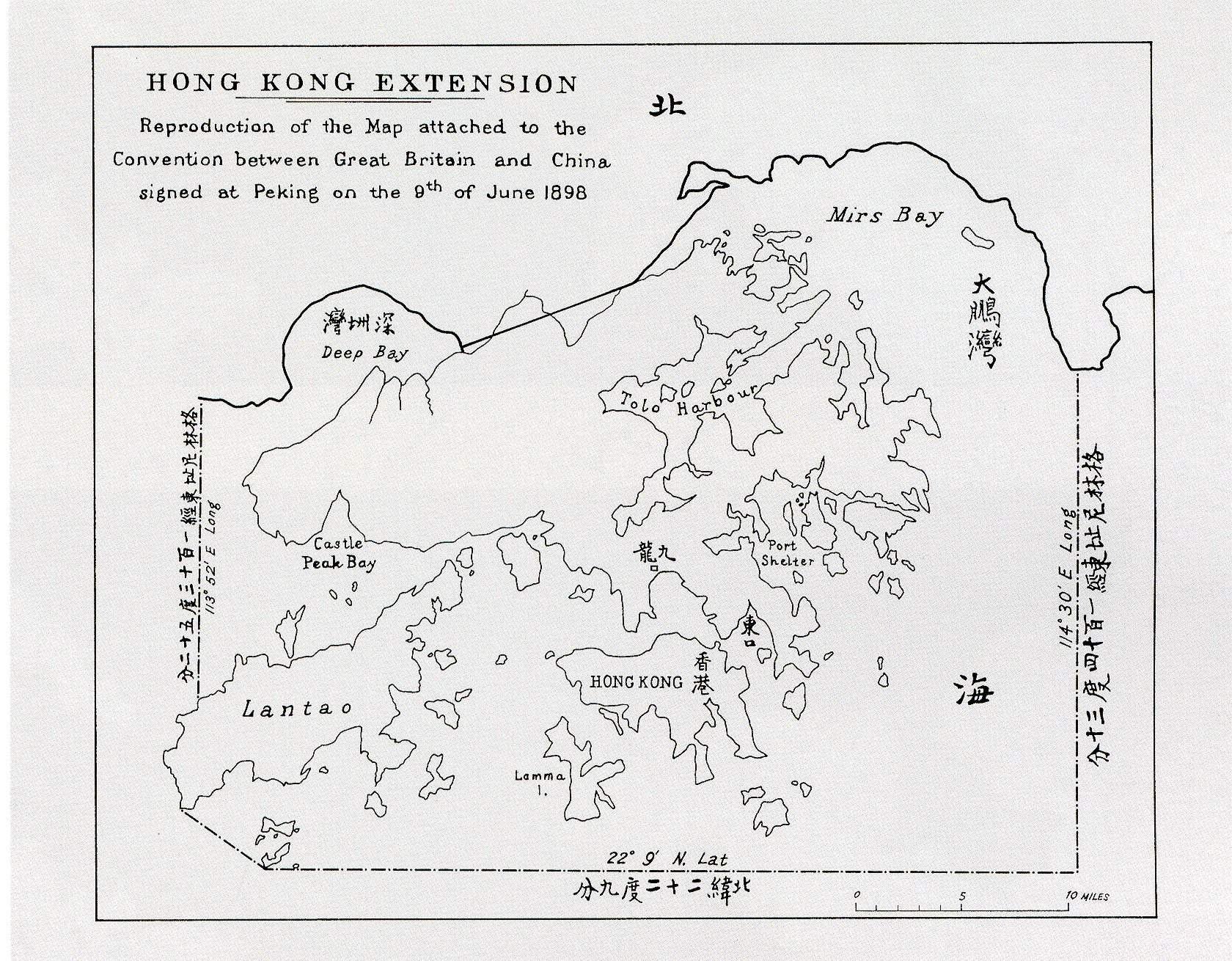
1898年《展拓香港界址專條》地圖，狗嶺涌接近邊界線

狗嶺涌是位於香港大嶼山西南的一條河涌，亦指其東邊的一個95米高的山丘及海岬，與分流接近。它是鳳凰徑第七段和第八段的交接處。自1982年開闢以來，較多人士到此遊覽。1902年香港政府在此樹立嶼南界碑，顯示清政府租借新界給英國統治的最南端邊界，當時所刻的座標是東經113度52分、北緯22度9分，與實際所在略有偏差。